# Брейзер, Донаван
Донаван Брейзер (англ. Donavan Brazier, род. 15 апреля 1997 года) — американский легкоатлет, специализируется в беге на средние дистанции. Чемпион мира 2019 года в беге на 800 метров.

## Биография
После окончания средней школы в 2015 году Донован отправился в Техасский университет A&M, где его стали тренировать бывший топ-бегун Аллен Франсик и главный тренер Пэт Генри.
29 августа 2019 года Брейзер установил новый личный рекорд на дистанции 800 метров 1.42,70 и победил на турнире Бриллиантовой лиги в Цюрихе, Швейцария.
1 октября 2019 года Донаван Брейзер в Дохе стал чемпионом мира в беге на 800 метров, показав результат 1.42,34 и установив рекорд чемпионатов и рекорд континента.

## Персональные результаты
| Дисциплина  | Время   | Место | Дата           |
| ----------- | ------- | ----- | -------------- |
| 400 метров  | 47,02   | Тампа | 9 апреля 2016  |
| 800 метров  | 1.42,34 | Доха  | 1 октября 2019 |
| 1500 метров | 3.37,18 | Азуса | 9 июля 2019    |